# Damdubbel i badminton vid olympiska sommarspelen 2000
Damdubbeln i badminton vid olympiska sommarspelen 2000 i Sydney.

## Medaljtabell
| Klass         | Guld               | Silver                     | Brons                    |
| Dubbel, damer | Kina Ge Fei Gu Jun | Kina Huang Nanyan Yang Wei | Kina Gao Ling Qin Yiyuan |

## 16-delsfinaler
| Första rundan Datum: måndagen 18 september 2000         | Första rundan Datum: måndagen 18 september 2000 | Första rundan Datum: måndagen 18 september 2000 |
| Vinnare                                                 | Poäng                                           | Förlorare                                       |
| ------------------------------------------------------- | ----------------------------------------------- | ----------------------------------------------- |
| Ge Fei & Gu Jun (CHN)                                   | ()                                              | Bye                                             |
| Lee Hyo-jung & Yim Kyung-Jin (KOR)                      | (15-11, 8-15, 15-12)                            | Chen Li-Chin & Tsai Hui-Min (TPE)               |
| Eti Tantra & Chynthia Tuwankotta (INA)                  | ()                                              | Bye                                             |
| Ann Jørgensen & Mette Schjoldager (DEN)                 | (15-3, 11-15, 15-11)                            | Elena Nozdran & Viktoriya Yevtushenko (UKR)     |
| Joanne Goode & Donna Kellogg (GBR)                      | ()                                              | Bye                                             |
| Milaine Cloutier & Robbyn Hermitage (CAN)               | (15-13, 15-6)                                   | Rhonda Cator & Amanda Hardy (AUS)               |
| Gao Ling & Qin Yiyuan (CHN)                             | (15-1, 15-9)                                    | Nely Boteva & Diana Koleva (BUL)                |
| Yoshiko Iwata & Haruko Matsuda (JPN)                    | (15-2, 15-2)                                    | Marie Pierre & Amrita Sawaram (MRI)             |
| Irina Rousliakoava & Marina Yakusheva (RUS)             | (15-9, 15-11)                                   | Satomi Igawa & Hiroko Nagamine (JPN)            |
| Helene Kirkegaard & Rikke Olsen (DEN)                   | (15-9, 13-15, 15-5)                             | Koon Wai Chee Louisa & Ling Wanting (HKG)       |
| Joanne Davies & Sarah Hardaker (GBR)                    | (15-13, 15-11)                                  | Eliza Nathanael & Deyana Lomban (INA)           |
| Chung Jae Hee & Ra Kyung-min (KOR)                      | ()                                              | Bye                                             |
| Nicole Grether & Karen Stechmann (GER)                  | (15-13, 15-6)                                   | Ann Jørgensen & Majken Vange (DEN)              |
| Lotte Jonathans & Nicole van Hooren (NED)               | ()                                              | Bye                                             |
| Sujitra Eakmongkolpaisarn & Saralee Thungthongkam (THA) | (15-7, 15-4)                                    | Rayoni Head & Kellie Lucas (AUS)                |
| Huang Nanyan & Yang Wei (CHN)                           | ()                                              | Bye                                             |

## Åttondelsfinaler
| Åttondelsfinaler Datum: lördagen 16 september 2000 | Åttondelsfinaler Datum: lördagen 16 september 2000 | Åttondelsfinaler Datum: lördagen 16 september 2000      |
| Vinnare                                            | Poäng                                              | Förlorare                                               |
| -------------------------------------------------- | -------------------------------------------------- | ------------------------------------------------------- |
| Ge Fei & Gu Jun (CHN)                              | (15-3, 15-5)                                       | Lee Hyo-jung & Yim Kyung-Jin (KOR)                      |
| Eti Tantra & Chynthia Tuwankotta (INA)             | (17-16, 15-10)                                     | Ann Jørgensen & Mette Schjoldager (DEN)                 |
| Joanne Goode & Donna Kellogg (GBR)                 | (15-4, 15-10)                                      | Milaine Cloutier & Robbyn Hermitage (CAN)               |
| Gao Ling & Qin Yiyuan (CHN)                        | (15-5, 15-5)                                       | Yoshiko Iwata & Haruko Matsuda (JPN)                    |
| Helene Kirkegaard & Rikke Olsen (DEN)              | (17-16, 15-5)                                      | Irina Rousliakoava & Marina Yakusheva (RUS)             |
| Chung Jae Hee & Ra Kyung-Min (KOR)                 | (15-6, 15-1)                                       | Joanne Davies & Sarah Hardaker (GBR)                    |
| Lotte Jonathans & Nicole van Hooren (NED)          | (15-7, 15-4)                                       | Nicole Grether & Karen Stechmann (GER)                  |
| Huang Nanyan & Yang Wei (CHN)                      | (15-1, 15-4)                                       | Sujitra Eakmongkolpaisarn & Saralee Thungthongkam (THA) |

## Kvartsfinaler
| Kvartsfinaler Datum: onsdagen 20 september 2000 | Kvartsfinaler Datum: onsdagen 20 september 2000 | Kvartsfinaler Datum: onsdagen 20 september 2000 |
| Vinnare                                         | Poäng                                           | Förlorare                                       |
| ----------------------------------------------- | ----------------------------------------------- | ----------------------------------------------- |
| Ge Fei & Gu Jun (CHN)                           | (15-3, 15-5)                                    | Eti Tantra & Chynthia Tuwankotta (INA)          |
| Gao Ling & Qin Yiyuan (CHN)                     | (15-2, 15-7)                                    | Joanne Goode & Donna Kellogg (GBR)              |
| Chung Jae Hee & Ra Kyung-Min (KOR)              | (12-15, 15-12, 15-5)                            | Helene Kirkegaard & Rikke Olsen (DEN)           |
| Huang Nanyan & Yang Wei (CHN)                   | (15-10, 15-12)                                  | Lotte Jonathans & Nicole van Hooren (NED)       |

## Semifinaler
| Semifinaler Datum: fredagen 22 september 2000 | Semifinaler Datum: fredagen 22 september 2000 | Semifinaler Datum: fredagen 22 september 2000 |
| Vinnare                                       | Poäng                                         | Förlorare                                     |
| --------------------------------------------- | --------------------------------------------- | --------------------------------------------- |
| Ge Fei & Gu Jun (CHN)                         | (15-7, 15-12)                                 | Gao Ling & Qin Yiyuan (CHN)                   |
| Huang Nanyan & Yang Wei (CHN)                 | (15-6, 15-11)                                 | Chung Jae Hee & Ra Kyung-Min (KOR)            |

## Bronsmatch
| Bronsmatch Datum: lördagen 23 september 2000 | Bronsmatch Datum: lördagen 23 september 2000 | Bronsmatch Datum: lördagen 23 september 2000 |
| Vinnare                                      | Poäng                                        | Förlorare                                    |
| -------------------------------------------- | -------------------------------------------- | -------------------------------------------- |
| Gao Ling & Qin Yiyuan (CHN)                  | (15-10, 15-4)                                | Chung Jae Hee & Ra Kyung-Min (KOR)           |

## Final
| Final Datum: lördagen 23 september 2000 | Final Datum: lördagen 23 september 2000 | Final Datum: lördagen 23 september 2000 |
| Vinnare                                 | Poäng                                   | Förlorare                               |
| --------------------------------------- | --------------------------------------- | --------------------------------------- |
| Ge Fei & Gu Jun (CHN)                   | (15-5, 15-5)                            | Huang Nanyan & Yang Wei (CHN)           |